# Ronde van Frankrijk 2011/Negentiende etappe
De 19e etappe van de Ronde van Frankrijk 2011 werd verreden op 22 juli 2011. Het betrof een rit van 109 km, van Modane naar Alpe d'Huez. De laatste keer dat een etappe van de tour naar Alpe d'Huez ging, was in 2008. Deze werd toen gewonnen door Carlos Sastre.

## Verloop
Reeds van bij de start gingen een aantal renners aan de haal. Spoedig werd een kopgroep van veertien gevormd die niet verder uitliepen dan drie minuten. In het begin van de Col du Télégraphe plaatste Alberto Contador een demarrage, in de hoop zijn uitzichtloze situatie in het klassement terug recht te zetten. Fränk Schleck, Ivan Basso, Damiano Cunego en de bolletjestrui Jelle Vanendert moesten hem laten gaan. Even later losten ook Thomas Voeckler en Cadel Evans.
Op 4,5 km van de top haalden Contador en Andy Schleck de koplopers in. Samen met Gorka Izagirre Insausti, Rui Costa and Christophe Riblon vormden ze een kopgroep van vijf.
Intussen trok Cadel Evans weer de groep op gang, daarbij een tijdje geholpen door Voeckler en zijn meesterknecht Pierre Rolland.
Samuel Sánchez sprong weg uit de groep Evans weg en haalde de groep met Contador en Schleck bij. Even voor de voet van de Alpe d'Huez was iedereen eraan voor de moeite. Het peloton met alle favorieten kwam weer helemaal bijeen.
Contador herhaalde zijn stunt van op de Télégraphe en dit keer moest ook Andy Schleck passen, met Evans in zijn wiel. Contador nam meer dan een minuut. Maar Sánchez en Rolland sprongen op hun beurt weg en gingen snel over een leeggereden Contador. In de laatste twee kilometer liet Rolland verrassend Sánchez in de steek en haalde de eerste Franse zege in deze Tour. Hij werd meteen drager van de witte trui. Andy Schleck hield voldoende tijd over op Voeckler en kreeg de gele trui. Jelle Vanendert verliest de bolletjestrui aan Sánchez en de Belg Thomas De Gendt werd knap zesde.
Opnieuw kwam een groep van 82 renners buiten de tijdslimiet aan. Ze werden weer opgevist. Dit keer verloren zowel Mark Cavendish als José Joaquín Rojas 20 punten, zodat deze eerste twee in de puntenrangschikking hun plaats behielden.
Enkel Björn Leukemans kwam nog na deze groep binnen en was uitgeschakeld.
| Tussensprint Le Bourg-d'Oisans na 94,5 km |                            |        |
| Plaats                                    | Naam                       | Punten |
| Winnaar                                   | Ryder Hesjedal             | 20     |
| 2                                         | Pierre Rolland             | 17     |
| 3                                         | Arnold Jeannesson          | 15     |
| 4                                         | Rui Alberto Faria da Costa | 13     |
| 5                                         | Christophe Riblon          | 11     |
| 6                                         | David Moncoutié            | 10     |
| 7                                         | Anthony Charteau           | 9      |
| 8                                         | Julien El Fares            | 8      |
| 9                                         | Cyril Gautier              | 7      |
| 10                                        | Vincent Jérôme             | 6      |
| 11                                        | Thomas Voeckler            | 5      |
| 12                                        | Rein Taaramäe              | 4      |
| 13                                        | Jens Voigt                 | 3      |
| 14                                        | Kevin De Weert             | 2      |
| 15                                        | Blel Kadri                 | 1      |

| Beklimming Col du Télégraphe na 26,5 km | Beklimming Col du Télégraphe na 26,5 km | Beklimming Col du Télégraphe na 26,5 km | 1e cat. 11,9 km à 7,1 % | 1e cat. 11,9 km à 7,1 % |
| Plaats                                  | Naam                                    | Naam                                    | Punten                  |                         |
| Winnaar                                 | Gorka Izagirre Insausti                 | Gorka Izagirre Insausti                 | 10                      |                         |
| 2                                       | Andy Schleck                            | Andy Schleck                            | 8                       |                         |
| 3                                       | Alberto Contador                        | Alberto Contador                        | 6                       |                         |
| 4                                       | Leonardo Duque                          | Leonardo Duque                          | 4                       |                         |
| 5                                       | Johnny Hoogerland                       | Johnny Hoogerland                       | 2                       |                         |
| 6                                       | Christophe Riblon                       | Christophe Riblon                       | 1                       |                         |

| Beklimming Col du Galibier na 48,5 km | Beklimming Col du Galibier na 48,5 km | Beklimming Col du Galibier na 48,5 km | HC cat. 16,7 km à 6,8 % | HC cat. 16,7 km à 6,8 % |
| Plaats                                | Naam                                  | Naam                                  | Punten                  |                         |
| Winnaar                               | Andy Schleck                          | Andy Schleck                          | 20                      |                         |
| 2                                     | Alberto Contador                      | Alberto Contador                      | 16                      |                         |
| 3                                     | Rui Costa                             | Rui Costa                             | 12                      |                         |
| 4                                     | Christophe Riblon                     | Christophe Riblon                     | 8                       |                         |
| 5                                     | Samuel Sánchez                        | Samuel Sánchez                        | 4                       |                         |
| 6                                     | Ryder Hesjedal                        | Ryder Hesjedal                        | 2                       |                         |

| Beklimming Alpe d'Huez na 109,5 km | Beklimming Alpe d'Huez na 109,5 km | Beklimming Alpe d'Huez na 109,5 km | HC cat. 13,8 km à 7,9 % | HC cat. 13,8 km à 7,9 % |
| Plaats                             | Naam                               | Naam                               | Punten                  |                         |
| Winnaar                            | Pierre Rolland                     | Pierre Rolland                     | 40                      |                         |
| 2                                  | Samuel Sánchez                     | Samuel Sánchez                     | 32                      |                         |
| 3                                  | Alberto Contador                   | Alberto Contador                   | 24                      |                         |
| 4                                  | Peter Velits                       | Peter Velits                       | 16                      |                         |
| 5                                  | Cadel Evans                        | Cadel Evans                        | 8                       |                         |
| 6                                  | Thomas De Gendt                    | Thomas De Gendt                    | 4                       |                         |

## Uitslagen
| Rituitslag |                  |                     |          |
| Plaats     | Naam             | Ploeg               | Tijd     |
| Winnaar    | Pierre Rolland   | Team Europcar       | 3u13'25" |
| 2          | Samuel Sánchez   | Euskaltel-Euskadi   | +14"     |
| 3          | Alberto Contador | Saxo Bank-Sungard   | +23"     |
| 4          | Peter Velits     | Team HTC-High Road  | +57"     |
| 5          | Cadel Evans      | BMC Racing Team     | z.t.     |
| 6          | Thomas De Gendt  | Vacansoleil-DCM     | z.t.     |
| 7          | Damiano Cunego   | Lampre-ISD          | z.t.     |
| 8          | Fränk Schleck    | Team Leopard-Trek   | z.t.     |
| 9          | Andy Schleck     | Team Leopard-Trek   | z.t.     |
| 10         | Ryder Hesjedal   | Team Garmin-Cervélo | +1'15"   |
|            |                  |                     |          |
| 27         | Bauke Mollema    | Rabobank            | +5'19"   |

| Strijdlustigste renner |                  |                   |
|                        | Naam             | Ploeg             |
|                        | Alberto Contador | Saxo Bank-Sungard |

## Klassementen
| Algemeen Klassement |                  |                     |           |
| Plaats              | Naam             | Ploeg               | Tijd      |
| Gele trui           | Andy Schleck     | Team Leopard-Trek   | 82u48'43" |
| 2                   | Fränk Schleck    | Team Leopard-Trek   | +53"      |
| 3                   | Cadel Evans      | BMC Racing Team     | +57"      |
| 4                   | Thomas Voeckler  | Team Europcar       | +2'10"    |
| 5                   | Damiano Cunego   | Lampre-ISD          | +3'31"    |
| 6                   | Alberto Contador | Saxo Bank-Sungard   | +3'55"    |
| 7                   | Samuel Sánchez   | Euskaltel-Euskadi   | +4'22"    |
| 8                   | Ivan Basso       | Liquigas-Cannondale | +4'40"    |
| 9                   | Tom Danielson    | Team Garmin-Cervélo | +7'11"    |
| 10                  | Pierre Rolland   | Team Europcar       | +8'57"    |

| Ploegenklassement |                             |            |
| Plaats            | Ploeg                       | Tijd       |
|                   | Team Garmin-Cervélo         | 248u02'15" |
| 2                 | AG2R-La Mondiale            | +11'58"    |
| 3                 | Team Leopard-Trek           | +12'57"    |
| 4                 | Team Europcar               | +40'46"    |
| 5                 | Euskaltel-Euskadi           | +49'50"    |
| 6                 | Sky ProCycling              | +56'20"    |
| 7                 | Team Katjoesja              | +1u04'36"  |
| 8                 | Saxo Bank-Sungard           | +1u18'34"  |
| 9                 | Française des Jeux          | +1u27'57"  |
| 10                | Cofidis, le crédit en ligne | +1u43'55"  |

## Nevenklassementen
| Puntenklassement |                    |                    |        |
| Plaats           | Naam               | Ploeg              | Punten |
| Groene trui      | Mark Cavendish     | Team HTC-High Road | 280    |
| 2                | José Joaquín Rojas | Team Movistar      | 265    |
| 3                | Philippe Gilbert   | Omega Pharma-Lotto | 230    |
|                  |                    |                    |        |
| 37               | Johnny Hoogerland  | Vacansoleil-DCM    | 31     |

| Jongerenklassement |                 |                             |           |
| Plaats             | Naam            | Ploeg                       | Tijd      |
| Witte trui         | Pierre Rolland  | Team Europcar               | 82u57'40" |
| 2                  | Rein Taaramäe   | Cofidis, le crédit en ligne | +1'33"    |
| 3                  | Jérôme Coppel   | Saur-Sojasun                | +7'52"    |
|                    |                 |                             |           |
| 5                  | Rob Ruijgh      | Vacansoleil-DCM             | +20'28"   |
| 13                 | Thomas De Gendt | Vacansoleil-DCM             | +1u44'16" |

| Bergklassement |                   |                    |        |
| Plaats         | Naam              | Ploeg              | Punten |
| Bolletjestrui  | Samuel Sánchez    | Euskaltel-Euskadi  | 108    |
| 2              | Andy Schleck      | Team Leopard-Trek  | 98     |
| 3              | Jelle Vanendert   | Omega Pharma-Lotto | 74     |
| 4              | Cadel Evans       | BMC Racing Team    | 54     |
| 5              | Fränk Schleck     | Team Leopard-Trek  | 56     |
| 6              | Alberto Contador  | Saxo Bank-Sungard  | 51     |
| 7              | Jérémy Roy        | Française des Jeux | 45     |
| 8              | Pierre Rolland    | Team Europcar      | 44     |
| 9              | Maksim Iglinski   | Pro Team Astana    | 44     |
| 10             | Johnny Hoogerland | Vacansoleil-DCM    | 40     |

## Opgave
- Björn Leukemans (Vacansoleil-DCM) finishte buiten de tijd.

1e etappe ·
2e etappe ·
3e etappe ·
4e etappe ·
5e etappe ·
6e etappe ·
7e etappe ·
8e etappe ·
9e etappe ·
10e etappe ·
11e etappe ·
12e etappe ·
13e etappe ·
14e etappe ·
15e etappe ·
16e etappe ·
17e etappe ·
18e etappe ·
19e etappe ·
20e etappe ·
21e etappe
Startlijst · Eindstanden · Afbeeldingen